# Абраменко, Николай Порфирьевич
Николай Порфирьевич Абраменко (1909, Липовка, Могилёвская губерния — 1968) — советский государственный деятель, председатель Минского облисполкома (1952—1954).

## Биография
Родился в 1909 году в Липовке Могилёвской губернии.
В 1930 году закончил Оршанский педагогический техникум и исторический факультет Минского государственного педагогического института.
С 1930 года по 1932 год — учитель и директор школы колхоза «Станиславово» Белорусской ССР.
С 1932 года по 1934 год — директор и преподаватель Дубновского рабочего факультета Белорусской ССР.
С 1932 года — член ВКП(б).
С 1934 года по 1938 год — заведующий Смолевичским районным отделом народного образования Белорусской ССР.
С 1938 года по 1941 год — в СНК Белорусской ССР.
С 1941 года в РККА. В годы Великой Отечественной войны был заместителем командира  195-й стрелковой дивизии по политической части. Войну закончил в звании "полковник".
С ноября 1945 года по сентябрь 1952 года — председатель исполнительного комитета Гомельского областного Совета.
С сентября 1952 года по июль 1954 года — председатель исполнительного комитета Минского областного Совета.
С 1956 года по 1957 год — министр промышленности мясных и молочных продуктов Белорусской ССР.
С 1957 года по 1965 год — председатель Белорусского республиканского Союза потребительских обществ.
Скончался в 1968 году.

## Награды
Николай Абраменко награждён:
- Орденом Ленина,
- Орденом Красного Знамени,
- Орденом Богдана Хмельницкого II степени,
- Орденом Отечественной Войны I степени,
- Орденом Красной Звезды.